# Striktur
Als Striktur (lat. strictura „das Zusammenziehen“) bezeichnet man in der Medizin eine hochgradige Einengung (Stenose) des Lumens eines Hohlorgans, die durch eine Entzündung bzw. Vernarbung der Organwand oder des umgebenden Gewebes (organische Striktur) oder durch spastische Kontraktionen der das Lumen umgebenden Muskulatur (funktionelle Striktur) bedingt sein kann. Beispiele sind die Harnröhrenstriktur, die Dünndarmstriktur oder die Ösophagusstriktur.